# Fedotovia
Fedotovia is een geslacht van spinnen uit de familie bodemjachtspinnen (Gnaphosidae).

## Soorten
De volgende soorten zijn bij het geslacht ingedeeld:
- Fedotovia mongolica Marusik, 1993
- Fedotovia uzbekistanica Charitonov, 1946